# 200 Motels (banda sonora)
200 Motels OST es la banda sonora de la película 200 Motels. Se lanzó al mercado el 4 de octubre de 1971, siendo reeditado por Rykodisc en CD en 1997.

## Lista de canciones

### Cara 1
1. "Semi-Fraudulent/Direct-From-Hollywood Overture" – 2:01
2. "Mystery Roach" – 2:32
3. "Dance of the Rock & Roll Interviewers" – 0:48
4. "This Town Is a Sealed Tuna Sandwich (Prologue)" – 0:55
5. "Tuna Fish Promenade" – 2:29
6. "Dance of the Just Plain Folks" – 4:40
7. "This Town Is a Sealed Tuna Sandwich (Reprise)" – 0:58
8. "The Sealed Tuna Bolero" – 1:40
9. "Lonesome Cowboy Burt" – 3:54

### Cara 2
1. "Touring Can Make You Crazy" – 2:54
2. "Would You Like a Snack?" – 1:23
3. "Redneck Eats" – 3:02
4. "Centerville" – 2:31
5. "She Painted up Her Face" – 1:41
6. "Janet's Big Dance Number" – 1:18
7. "Half a Dozen Provocative Squats" – 1:57
8. "Mysterioso" – 0:48
9. "Shove It Right In" – 2:32
10. "Lucy's Seduction of a Bored Violinist & Postlude" – 4:01

### Cara 3
1. "I'm Stealing the Towels" – 2:15
2. "Dental Hygiene Dilemma" – 5:11
3. "Does This Kind of Life Look Interesting to You?" – 2:59
4. "Daddy, Daddy, Daddy" – 3:11
5. "Penis Dimension" – 4:37
6. "What Will This Evening Bring Me This Morning" – 3:29

### Cara 4
1. "A Nun Suit Painted on Some Old Boxes" – 1:08
2. "Magic Fingers" – 3:53
3. "Motorhead's Midnight Ranch" – 1:28
4. "Dew on the Newts We Got" – 1:09
5. "The Lad Searches the Night for His Newts" – 0:41
6. "The Girl Wants to Fix Him Some Broth" – 1:10
7. "The Girl's Dream" – 0:54
8. "Little Green Scratchy Sweaters & Corduroy Ponce" – 1:00
9. "Strictly Genteel (The Finale)" – 11:08

### Pistas adicionales de la reedición en CD

#### Spots promocionales de la película
1. "Coming Soon! [Cut 1]" – 0:56
2. "The Wide Screen [Cut 2]" – 0:57
3. "Coming Soon! [Cut 3]" – 0:31
4. "Frank Zappa's 200 Motels [Cut 4]" – 0:11
5. "Magic Fingers [Single Edit]" – 2:57

Archivo de video: Original Theatrical Trailer 3:28

## Personnel
- Bob Auger – Ingeniero
- Theodore Bikel – Narrador
- Jimmy Carl Black – Voces
- George Duke – Trombón, teclados
- Aynsley Dunbar – Batería
- Howard Kaylan – Voces
- Barry Keene – Remezclas
- David McMacken – Diseño, ilustraciones
- Patrick Pending – Notas del libreto
- Jim Pons – Voces
- Orquesta Filarmónica Real
- Cal Schenkel – Diseño
- Ian Underwood – Teclados, viento
- Ruth Underwood – Percusión
- Mark Volman – Voces, fotografía
- Frank Zappa – Bajo, guitarra, producción